# Яцентковський Олексій Володимирович
Олексі́й Володими́рович Яцентко́вський (27 лютого 1880 — 18 грудня 1942) — російський радянський ентомолог і викладач, який народився, здобув освіту і певний час працював в Україні. Один з засновників лісової ентомології в Росії.

## Життєпис[1]
Олексій Володимирович Яцентковський народився у 27 лютого 1880 року в Керчі в родині військовослужбовця. Майбутній вчений закінчив місцеву гімназію (1900) і природниче відділення фізико-математичного факультету Імператорського Новоросійського університету (1906, диплом 1-го ступеня). Його залишили працювати на кафедрі зоології університету, він збирав науковий матеріал на університетській гідробіологічній станції. Наступного року випускника призначили асистентом кафедри зоології та ентомології Новоолександрійського інституту сільського господарства та лісівництва. Тут він працював під керівництвом знаного зоолога Івана Костянтиновича Тарнані. Він вивчав зоологічні колекції ентомологічного кабінету Херсонського губернського земства, співпрацюючи губернським ентомологом, відомим ботаніком і зоологом Й. К. Пачоським.
У 1911 році О. Яцентковський стає працівником ентомологічної лабораторії лісового департаменту Міністерства землеробства і державного майна у Санкт-Петербурзі. Під час громадянської війни він стає асистентом Одеського сільськогосподарського інституту (1919—1920), потім викладає у школі другого ступеню. У 1922 році він обіймає посаду асистента кафедри зоології та лісової ентомології Петроградського лісового інституту. Тут він працював під керівництвом професора М. М. Римського-Корсакова. Спочатку О. Яцентковському доручили вести заняття з зоології, а згодом — з лісової ентомології. З 1924 року він читає лекції з цієї дисципліни, у 1930 році одержує звання доцента. У 1936 році Президія Академії наук СРСР надає йому науковий ступінь кандидата біологічних наук (без захисту дисертації).
1937 року О. Яцентковського запрошують очолити кафедру ентомології Брянського лісогосподарського інституту. Тож він переїжджає до Брянська, через два роки одержує звання професора.
Після початку війни (1941) О. Яцентковський разом з інститутом евакуювався до Совєтська Кіровської області. Тут виш працював на базі Суводського лісгоспу-технікуму. Олександр Володимирович продовжував читати лекції, але здоров'я його погіршувалося. У ніч на 18 грудня 1942 року він помер. Поховали вченого поблизу селища, де жили викладачі, на березі Вятки.

## Наукова та педагогічна діяльність
Працюючи разом з І. Я. Шевирьовим, Олексій Яцентковський став фахівцем з лісової ентомології і не полишав цієї тематики протягом останніх двадцяти років свого життя.
Не полишаючи навчально-виховної роботи, О. В. Яцентковський протягом 15 років працював науковим співробітником Державного інституту дослідної агрономії, Державного НДІ лісового господарства, Інституту деревини, ЦНДІ Лісового господарства, Всесоюзного агролісомеліоративного інституту, Північної обласної станції захисту рослин, Білоруської дослідної станції по боротьбі зі шкідниками, науково-дослідного сектора Лісотехнічної академії. У різні роки він досліджував лісові масиви у Ленінградській, Калінінській, Тамбовській, Свердловській, Орловській областях, на Південному Уралі, у Ставропольському краї, у лісах та парках Санкт-Петербурга (Ленінграда).
Його наукова робота зосереджувалася по таких напрямках:
- вивчення складу лісової фауни певних регіонів;
- облік шкодочинної фауни, окреслення заходів боротьби з нею;
- вивчення біології та екології комах — лісових шкідників.

Під його керівництвом і ним особисто підготовані тисячі фахівців лісової справи. Він проводив лекції та заняття на різноманітних курсах для працівників лісового господарства, готував для них практичні рекомендації. Як викладач він всіляко запроваджував екологічний підхід до справи захисту лісу. Він опублікував понад 30 праць наукового, науково-практичного та навчального змісту .

### Основні наукові праці
- Рыбы Одесского залива // Записки Новороссийского общества естествоиспытателей, т. XXXIII, Одесса, 1908.
- Фауна короедов Русской Польши // Русское энтомологическое обозрение, т. XII, С.-Пб., 1912.
- Сперматофоры и живорождение у сосновой ночницы // Русское энтомологическое обозрение, т. XIV, С.Пб., 1914.
- Деятельность короедов и других вредителей в Петроградской губ. в 1922 г. // Бюллетень лесного хозяйства и охоты, Петроград, 1922.
- Осенний надзор за лесными вредителями // Вестник Северной областной станции защиты растений от вредителей, Петроград, 1922.
- Кастрация сосновых лубоедов червями нематодами и влияние их на жизнедеятельность короедов // Записки Белорусского института сельского и лесного хозяйства, N 3, Минск, 1924.
- Питание, возраст и продолжительность жизни лубоедов // Записки Белорусского института сельского и лесного хозяйства, N 9., Минск, 1925.
- Главные враги леса и меры борьбы с ними. Л., Ленгиз, 1926.
- Вредные лесные насекомые и борьба с ними. Справочник по лесной, промышленности и лесному хозяйству. Л., Ленгиз, 1928.
- Майский хрущ, рубки и лесовозобновление // Лесное хозяйство, N IX, М., 1929.
- Определитель короедов по повреждениям. — Л., Сельхозгиз, 1930.
- Главнейшие вредные насекомые в лесах СССР. — Л., Сельхозгиз, 1931.
- Вредные, насекомые Тихвинского учебно-опытного леспромхоза // Записки, лесной опытной станции Тихвинского леспромхоза, Тихвин, 1931.
- Вредные насекомые и меры борьбы с ними. Справочник по лесной промышленности и лесному хозяйству, Л.: Ленгиз, 1931.
- Энтомологические обследование подмоченных насаждений в Сиверском опытном леспромхозе // Сб. трудов ЦНИИ лесного хозяйства, N 2, 1934.
- Вредители еловых и елово-лиственных лесов. (Совместно с П. Н. Тельманом). Гослестехиздат, Л., 1938.
- Усыхание Тубинского лесного массива Красноярского края под влиянием большого черного елового усача. // Известия лесотехнической академии, Л., 1938.